# Mistrzostwa Europy w Kolarstwie Torowym 2018
Mistrzostwa Europy w Kolarstwie Torowym 2018 – 9. w historii mistrzostwa Europy w kolarstwie torowym. Odbyły się między 2 a 7 sierpnia 2018 roku w hali Sir Chris Hoy Velodrome w największym mieście Szkocji – Glasgow.

## Medaliści

### Mężczyźni
| Konkurencja                        | Złoto                                                                                       | Srebro                                                                                    | Brąz                                                                                      |
| ---------------------------------- | ------------------------------------------------------------------------------------------- | ----------------------------------------------------------------------------------------- | ----------------------------------------------------------------------------------------- |
| Sprint indywidualny                | Jeffrey Hoogland                                                                            | Stefan Bötticher                                                                          | Harrie Lavreysen                                                                          |
| Sprint drużynowy                   | Holandia Jeffrey Hoogland · Harrie Lavreysen · Roy van den Berg · Nils van ’t Hoenderdaal   | Francja Sébastien Vigier · François Pervis · Quentin Lafargue · Michaël D’Almeida         | Niemcy Stefan Bötticher · Timo Bichler · Joachim Eilers                                   |
| Wyścig indywidualny na dochodzenie | Domenic Weinstein                                                                           | Ivo Oliveira                                                                              | Claudio Imhof                                                                             |
| Wyścig drużynowy na dochodzenie    | Włochy Filippo Ganna · Francesco Lamon · Elia Viviani · Michele Scartezzini · Liam Bertazzo | Szwajcaria Cyrille Thièry · Stefan Bissegger · Frank Pasche · Thèry Schir · Claudio Imhof | Wielka Brytania Ethan Hayter · Steven Burke · Kian Emadi · Charlie Tanfield · Oliver Wood |
| Keirin                             | Stefan Bötticher                                                                            | Sébastien Vigier                                                                          | Jack Carlin                                                                               |
| Omnium                             | Ethan Hayter                                                                                | Elia Viviani                                                                              | Casper von Folsach                                                                        |
| 1000 m                             | Matthijs Büchli                                                                             | Joachim Eilers                                                                            | Sam Ligtlee                                                                               |
| Wyścig punktowy                    | Wojciech Pszczolarski                                                                       | Kenny De Ketele                                                                           | Stefan Matzner                                                                            |
| Scratch                            | Roman Hładysz                                                                               | Adrien Garel                                                                              | Tristan Marguet                                                                           |
| Wyścig eliminacyjny                | Matthew Walls                                                                               | Rui Oliveira                                                                              | Szymon Krawczyk                                                                           |
| Madison                            | Belgia Robbe Ghys · Kenny De Ketele                                                         | Niemcy Theo Reinhardt · Roger Kluge                                                       | Wielka Brytania Oliver Wood · Ethan Hayter                                                |

### Kobiety
| Konkurencja                        | Złoto                                                                                          | Srebro                                                                        | Brąz                                                                   |
| ---------------------------------- | ---------------------------------------------------------------------------------------------- | ----------------------------------------------------------------------------- | ---------------------------------------------------------------------- |
| Sprint indywidualny                | Darja Szmielowa                                                                                | Anastasija Wojnowa                                                            | Mathilde Gros                                                          |
| Sprint drużynowy                   | Rosja Anastasija Wojnowa · Darja Szmielowa                                                     | Ukraina Lubow Basowa · Ołena Starikowa                                        | Niemcy Miriam Welte · Emma Hinze                                       |
| Wyścig indywidualny na dochodzenie | Lisa Brennauer                                                                                 | Katie Archibald                                                               | Justyna Kaczkowska                                                     |
| Wyścig drużynowy na dochodzenie    | Wielka Brytania Elinor Barker · Laura Kenny · Katie Archibald · Neah Evans · Eleanor Dickinson | Włochy Letizia Paternoster · Marta Cavalli · Elisa Balsamo · Silvia Valsecchi | Niemcy Charlotte Becker · Gudrun Stock · Mieke Kröger · Lisa Brennauer |
| Keirin                             | Mathilde Gros                                                                                  | Nicky Degrendele                                                              | Darja Szmielowa                                                        |
| Omnium                             | Kirsten Wild                                                                                   | Katie Archibald                                                               | Letizia Paternoster                                                    |
| 500 m                              | Darja Szmielowa                                                                                | Ołena Starikowa                                                               | Miriam Welte                                                           |
| Wyścig punktowy                    | Maria Giulia Confalonieri                                                                      | Ina Sawienka                                                                  | Gulnaz Badykowa                                                        |
| Scratch                            | Kirsten Wild                                                                                   | Emily Kay                                                                     | Jolien D’Hoore                                                         |
| Wyścig eliminacyjny                | Laura Kenny                                                                                    | Anna Knauer                                                                   | Jewgienija Augustinas                                                  |
| Madison                            | Dania Julie Leth · Amalie Dideriksen                                                           | Rosja Gulnaz Badykowa · Diana Klimowa                                         | Holandia Kirsten Wild · Amy Pieters                                    |

## Tabela medalowa
| Miejsce | Państwo         | złoto | srebro | brąz | Razem |
| ------- | --------------- | ----- | ------ | ---- | ----- |
| 1.      | Holandia        | 5     | 0      | 3    | 8     |
| 2.      | Wielka Brytania | 4     | 3      | 3    | 10    |
| 3.      | Niemcy          | 3     | 4      | 4    | 11    |
| 4.      | Rosja           | 3     | 2      | 3    | 8     |
| 5.      | Włochy          | 2     | 2      | 1    | 5     |
| 6.      | Francja         | 1     | 3      | 1    | 5     |
| 7.      | Belgia          | 1     | 2      | 1    | 4     |
| 8.      | Ukraina         | 1     | 2      | 0    | 3     |
| 9.      | Polska          | 1     | 0      | 2    | 3     |
| 10.     | Dania           | 1     | 0      | 1    | 2     |
| 11.     | Portugalia      | 0     | 2      | 0    | 2     |
| 12.     | Szwajcaria      | 0     | 1      | 2    | 3     |
| 13.     | Białoruś        | 0     | 1      | 0    | 1     |
| 14.     | Austria         | 0     | 0      | 1    | 1     |